# Attentat du drugstore Publicis
 (juillet 2018).
L’attentat du drugstore Publicis est un acte terroriste commis le 15 septembre 1974 à Paris. Ce jour-là, vers 17 h 15, un homme lance une grenade au sein du drugstore Publicis, situé à côté de la brasserie Lipp et en face du Café de Flore, en plein quartier Saint-Germain-des-Prés à Paris. L'attentat entraîne la mort de deux personnes et en blesse 34 autres.
Le terroriste Carlos est condamné à trois reprises à la peine de la réclusion criminelle à perpétuité pour ces faits dont il est reconnu coupable en 2017, 2018 et 2021. Le 23 septembre 2021, 47 ans après les faits, la cour d'assises de Paris confirme à nouveau la condamnation à la réclusion criminelle à perpétuité, déjà prononcée à deux reprises à son encontre. La Cour de cassation ordonne un nouveau procès sur le quantum de la peine. Le 23 septembre 2021, la cour d'assises d'appel le condamne, pour la troisième fois, à la peine de réclusion criminelle à perpétuité.

## Contexte
L'attentat du drugstore trouve son origine et son mobile dans une autre affaire terroriste qui lui est concomitante, mais aussi dans le vol d'un stock de grenades à fragments en Allemagne en 1972. Ces grenades 75 ont été volées dans un raid terroriste, qui n'a pu avoir lieu qu'entre le 15 janvier et le 26 juin 1972 à Miesau, dans une base aérienne américaine. Le stock était traçable grâce aux numéros de série. Il sera aussi utilisé dans d'autres attentats des RZ, à Vienne contre l'OPEP, La Haye,. Les grenades sont découvertes le 26 juin 1972 au domicile d'un certain Hannes K, qui reconnait avoir eu des contacts avec des « organisations palestiniennes » mais aussi des membres de la Fraction Armée Rouge, mais qu'après son démantèlement, une autre a pris sa suite, les Revolutionäre Zellen, dont il prétend diriger la branche internationale. D'autres grenades M26 provenant du même vol avaient déjà servi dans un vol avec arme commis en août 1973 dans une banque de Hambourg, attribué aux RZ, d'autres étant même retrouvées en février 1974 lors de perquisitions chez des membres des RZ, puis en 1978 dans une cache d'armes attribuée à cette même organisation.
Deux mois avant l'attentat du Drugstore Publicis, fin juillet 1974, Yoshiaki Yamada, membre de l'Armée rouge japonaise (en lien avec le FPLP), avait été arrêté à l'aéroport d'Orly par la police française alors qu'il venait de Beyrouth. Il portait avec lui une mallette contenant des documents sur des attaques projetées en Europe par le groupe terroriste et une grosse somme d'argent en numéraire.
À la suite de son arrestation, Yoshiaki Yamada est placé en détention dans une prison française.
Pour obtenir sa libération, la branche européenne du FPLP, dirigée par Wadie Haddad, décide alors de monter une prise d'otages à l'ambassade de France aux Pays-Bas, à La Haye. Ainsi trois membres japonais de l'Armée rouge japonaise/FPLP font irruption dans les locaux de la représentation diplomatique le vendredi 13 septembre 1974, prenant en otage l'ambassadeur français et des membres du personnel diplomatique et administratif de l'ambassade.
Wadie Haddad avait pensé que le gouvernement français accèderait très rapidement aux revendications des preneurs d'otages.
Or c'est l'inverse qui se produit : les autorités françaises font la sourde oreille et refusent de relâcher Yoshiaki Yamada. On arrive à un blocage. Les responsables de l'opération menée à La Haye peuvent craindre une attaque massive de la police néerlandaise au sein de l'ambassade, ou même : une capitulation des membres du commando, ce qui serait considéré comme un échec cinglant.

## L'attaque du drugstore Publicis
Le dimanche 15 septembre 1974, vers 17 h 15, un homme âgé de vingt-cinq à trente ans, grand et athlétique, à la mâchoire carrée, lance une grenade au rez-de-chaussée du drugstore Publicis, situé 149, boulevard Saint-Germain et à l'angle de la rue de Rennes, à côté de la brasserie Lipp et en face du Café de Flore, en plein quartier Saint-Germain-des-Prés à Paris.
La grenade lancée serait d'origine américaine (grenade M26) et proviendrait d'un lot de grenades volées sur une base américaine en Allemagne par la bande à Baader entre janvier et juin 1972.
L'homme s'enfuit et n'est pas retrouvé.
En ce dimanche qui précédait la rentrée scolaire, le temps était ensoleillé et le drugstore était bondé. L'attentat entraîne la mort de deux personnes et en blesse trente-quatre autres.

## Dénouement de la prise d'otage à La Haye
Le mardi 17 septembre, Yoshiaki Yamada est libéré et un Boeing 707 long-courrier est mis à la disposition des preneurs d'otage, avec une somme de 300 000 dollars. La prise d'otage à l'ambassade de France est donc couronnée de succès, grâce notamment à l'attentat du drugstore qui a « fait plier » le gouvernement français.

## Revendication
Carlos aurait revendiqué cet attentat cinq ans après les faits dans une interview parue le 13 décembre 1979 dans le magazine Al Watan Al-Arabi, repris quelques jours après dans l'hebdomadaire français Le Figaro Magazine.

## Vicissitudes judiciaires
Un premier non-lieu est rendu par le juge Pinceau en 1983 en raison de l'absence de détermination de l'auteur présumé, aucune charge n'ayant été réunie contre quiconque.
Carlos ayant été arrêté en août 1994, il est mis en examen sur charges nouvelles en 1996 par le juge Jean-Louis Bruguière. Néanmoins la chambre d'accusation de la cour d'appel de Paris prononce un second non-lieu clôturant le dossier. En effet, à cette date, Carlos n'avait pas été interrogé sur le fond du dossier, lequel était « quasiment vide ».
S'engage alors une longue bataille procédurale autour de la question de la prescription des faits : peut-on renvoyer devant une juridiction une personne ayant bénéficié, chose rarissime, de deux non-lieu, pour des faits commis 25 ans auparavant ? Le débat va jusqu'à la Cour de cassation, qui estime que la connexité des faits de l'attentat du drugstore Saint Germain avec d'autres faits commis peu de temps après (faits de la « fusillade de la rue Toullier » - juin 1975) entraîne une absence de prescription de l'action publique. Le dernier arrêt de la Cour de cassation autorisant le renvoi de Carlos aux assises date du 3 mai 2016.
Parallèlement, un nouveau juge d'instruction relance l'affaire et décide de reprendre les investigations à zéro. Plusieurs commissions rogatoires sont émises, dont deux commissions rogatoires internationales. Le juge d'instruction ira jusqu'à auditionner deux des membres du commando de la prise d'otage de La Haye, dont le chef du commando, Wako, qui indique être persuadé que Carlos était effectivement l'homme qui a lancé la grenade dans le drugstore.

## Procès devant la Cour d'assises spéciale

### Procès de mars 2017
En mars 2017 s'ouvre le procès de Carlos devant la Cour d'assises spéciale de Paris. Il est défendu par trois avocats du barreau de Paris (Isabelle Coutant-Peyre son épouse, Francis Vuillemin et Antoine Van Rie) et un avocat du barreau de Zurich (Marcel Bosonnet).
Durant les débats, Carlos conteste être l'homme qui a lancé la grenade. Il conteste avoir revendiqué l'attaque le jour des faits et conteste avoir donné l'entretien publié dans El Watan en 1979. S'il revendique l'opération menée dans un cadre politique, il nie être celui qui a lancé la grenade.
Il est néanmoins condamné le 28 mars 2017 à la réclusion criminelle à perpétuité. Il fait appel de cette décision dès le lendemain.

### Procès de mars 2018
Le procès en appel commence le lundi 5 mars 2018, et se termine le jeudi 15 mars 2018 vers 21 h. Une demande de renvoi du procès demandée par l'accusé est refusée par la cour d'assises.
Comme en première instance, Carlos conteste être celui qui a lancé la grenade. Il se plaint des fausses preuves avancées par l'accusation, des témoignages « bidonnés » et des « manipulations grossières » du dossier.
Deux des témoins de l'attentat sont l'avocat Robert Bourgi et son épouse, qui le jour de l'attentat étaient au premier étage du drugstore pour déguster une glace.
Les parties civiles sont entendues le mardi 13 mars 2018. Cinq avocats plaident dont Hélène Uzan, Constance Debré, Saveriu Felli et particulièrement Maître Georges Holleaux qui en représente la grande majorité (environ une quinzaine).
L'avocat général requiert le mercredi 14 mars 2018. Il parle d'une « terreur froide et réfléchie ». Il évoque une « concordance d'imputabilité ». Il rappelle qu’Ilich Ramirez Sanchez n'a jamais protesté de son innocence et que sa ligne de défense a toujours été en quelque sorte : « c'est peut-être moi, mais je suis présumé innocent, et comme vous n'avez pas de preuves irréfutables, vous ne pourrez pas me condamner ». Il fonde son réquisitoire sur quatre séries de faits :
- les fragments de la grenade proviennent d'un lot de grenades volées sur une base américaine ; or des grenades de ce lot ont été retrouvées au domicile de Carlos (plus précisément au domicile de sa maîtresse d'alors, Mme Amparo) et d'autres de la même origine ont été utilisées lors de la prise d'otages de La Haye ;
- les déclarations concordantes de camarades de lutte de Carlos qui l'ont impliqué (Hans-Joachim Klein ; Mme Amparo ; Wako le chef du commando de La Haye) ;
- l'homme vu par les témoins jeter la grenade ressemblait à Carlos (même catégorie d'âge, même carrure, mêmes traits de visage) ;
- deux revendications de l'attentat ont été faites par Carlos : la première relatée par le journal Le Figaro le 17 septembre 2018, la seconde par le magazine Al Watan en 1979 (le journaliste n'a pas pu inventer les déclarations du terroriste, lesquelles étaient très précises et détaillées).

Le ministère public demande à la cour de confirmer la peine prononcée devant les juges du fond : la réclusion criminelle à perpétuité.
Les plaidoiries de la défense interviennent le jeudi 15 mars 2018. Ilich Ramirez Sanchez refuse d'être extrait de sa cellule et de participer au dernier jour du procès. Les quatre avocats plaident dans la journée. Leurs arguments peuvent être résumés de la manière suivante :
- les faits sont très anciens et sont prescrits, il s'agit d'une « comédie judiciaire » et d'un procès « honteux » organisé par l'État français en dehors des droits de l'homme ;
- d'autres procès concernant des crimes contre l'humanité n'ont pas fait l'objet d'une instruction aussi longue : procès Barbie (1983-1987), procès Papon (1983-1998), procès Touvier (1973-1994) ; ici l'instruction a débuté en 1974 et la procédure s'achève en 2018 ;
- Carlos a toujours participé à des luttes politiques au sein du FPLP, lequel n'est pas une organisation terroriste mais un parti politique « respectable qui lutte contre tous les impérialismes » ; Carlos est un représentant des « damnés de la terre » et un combattant pour la liberté au sein d'une organisation politique ;
- Carlos a toujours été présenté comme l'auteur des faits depuis vingt-quatre ans ; d'autres pistes n'ont pas été exploitées, notamment celle concernant un M. Robert Pourvoyeur, membre d'extrême-droite et antisémite notoire, présent à Paris le jour des faits ; la « piste Carlos » était la plus facile à suivre et la plus rentable pour l'État français ;
- la cour d'assises spécialement composée est une juridiction d'exception, on a exclu les jurés populaires dont on a peur[style à revoir] ;
- on ignore si Carlos était l'organisateur de la prise d'otages de La Haye ;
- les témoins sont peu nombreux, peu fiables, parfois menteurs ; ils se contredisent constamment ; certains ont fait des déclarations imprécises en 1974 et ont « retrouvé la mémoire » lors de leur deuxième audition (1998), voire troisième audition (2010) ;
- les scellés ont mystérieusement disparu, ainsi on ne dispose pas des reliquats de la grenade qui a explosé, si bien qu'on ne peut pas vérifier s'il s'agissait d'un modèle M26 ou MK 2 ;
- en fait tous les indices montrent qu'il s'agissait d'une grenade MK 2 (couleur, forme, conséquences de l'explosion) et pas une grenade M26, de ce fait l'accusation s'écroule car tout est fondé sur cette grenade et le fait que les terroristes de La Haye avaient le même modèle de grenade ; on n'a pas retrouvé de traces d'explosifs de la grenade ni de corps de tôle ;
- l'interview de 1979 publiée dans El Watan était « bidonnée » ; son auteur a d'ailleurs été assassiné peu après ;
- Carlos a subi de multiples violations des droits de la défense et de multiples vexations : enlèvement illégal au Soudan en août 1994, placement en cellule d'isolement de 1994 à 2004, refus de confrontations avec les témoins et refus d'actes par les juges d'instruction, destruction ou perte des scellés ;
- en définitive, il y a un doute évident sur sa culpabilité : la cour devra être courageuse et faire acte de justice en l'acquittant des charges, confirmant en cela les décisions des juges ayant ordonné les non-lieux en 1983 et en 1998.

La cour s'est retirée pour délibérer vers 18 h. En l'absence de l'accusé, elle a rendu son jugement vers 20 h : Ilich Ramirez Sanchez est condamné, comme en première instance, à la réclusion criminelle à perpétuité. Il est inscrit sur le fichier des personnes condamnées pour terrorisme.
La cour rend vers 21 h un second jugement sur les dommages-intérêts accordés aux victimes et à leurs héritiers : les victimes les plus légèrement blessées reçoivent chacune 10 000 euros, les autres plus grièvement atteintes reçoivent 30 000 euros, 50 000 euros et 60 000 euros.

### Procès de septembre 2021
En novembre 2019, la Cour de cassation ordonne un nouveau procès sur le quantum de la peine.
Le 23 septembre 2021, la cour d'assises d'appel condamne Carlos, pour la troisième fois, à la peine de réclusion criminelle à perpétuité,.

## Dans les arts
- En 1974, dans sa série sur l'Enlèvement des Sabines de Nicolas Poussin, le peintre péruvien Herman Braun-Vega consacre le tableau intitulé Reconstitution de l'attentat à l'attentat du drugstore Publicis. Comme dans l'ensemble de cette série, il confronte l'agression de militaires de l'Antiquité contre des civils, peinte par Poussin, à des évènements violents de l'actualité qui sont aussi des agressions envers des civils. Devant les personnages démembrés de Poussin, sur une étagère en trompe-l-œil, parmi les produits du drugstore, un paquet de sucre évoque au passage la violence du capitalisme en raison des spéculations sur le sucre qu'il y avait à l'époque. Tandis qu'une affichette déchirée mentionne la date et le lieu de l'attentat, Le faisan et le lièvre morts soulignent la coïncidence de date entre l'ouverture de la chasse et le jour de l'attentat[12].
- L'attentat est évoqué dans le roman La traque Carlos, roman de Gérard de Villiers paru en 1994 (chapitre VI, page 76, première ligne en haut de page).